# Heinrich Wolf (Pastor, 1801)

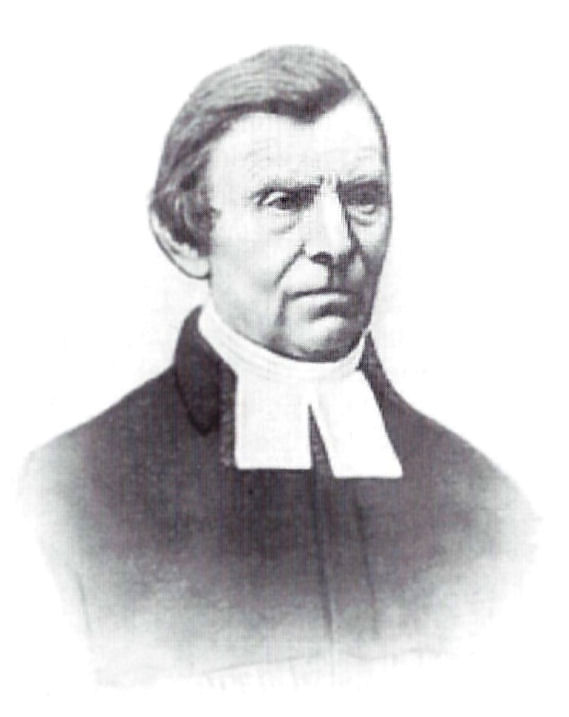
Heinrich Wolf

Heinrich Söncke Theodor Wolf (* 18. September 1801 in Krummendiek; † 2. April 1887 in Ballenstedt) war ein deutscher evangelischer Theologe. 1855 wurde er als erster Pastor der Großen Kirche in Bremerhaven bestellt. 

## Leben
Heinrich Wolfs Vater war Konrad Heinrich Wolf, der spätere Hauptprediger in Wilster.
Wolf wurde am 30. September 1827  ordiniert. Dienstort war bis 1835 Hemmingstedt. Anschließend war er Hauptpastor in Kiel. 
Er engagierte sich in der  Schleswig-Holsteinischen Erhebung. Für den Wahlbezirk Wilster wurde er 1848 in die Schleswig-Holsteinische Landesversammlung gewählt. Im Herzogtum Holstein wurde er 1854 von den Dänen entlassen. Als Bremerhavens Große Kirche – ab 1927 die Bürgermeister-Smidt-Gedächtniskirche – entstand und der Pastor gesucht wurde, setzte Wolf sich gegen fünf andere Kandidaten durch.

„Wiewohl aus einer lutherischen Landeskirche hervorgegangen, war er von Herzen der Union zugetan.“

Am 18. Januar 1856 trat er das Amt an. Die  Freiheit eines Christenmenschen war für ihn das höchste Gebot. Am 13. Dezember 1875 hielt er den Trauergottesdienst für die 83 Opfer, darunter 41 Bremerhavener, des Anschlags auf die Mosel. Am 30. September 1880 wurde er  emeritiert.